# Christuskirche (Frankfurt-Nied)
Die evangelische Christuskirche ist eine ehemalige Simultankirche, die von beiden christlichen Konfessionen genutzt wurde. Sie ist ein hessisches Kulturdenkmal im Stil des Klassizismus in Nied, einem Stadtteil von Frankfurt am Main. 

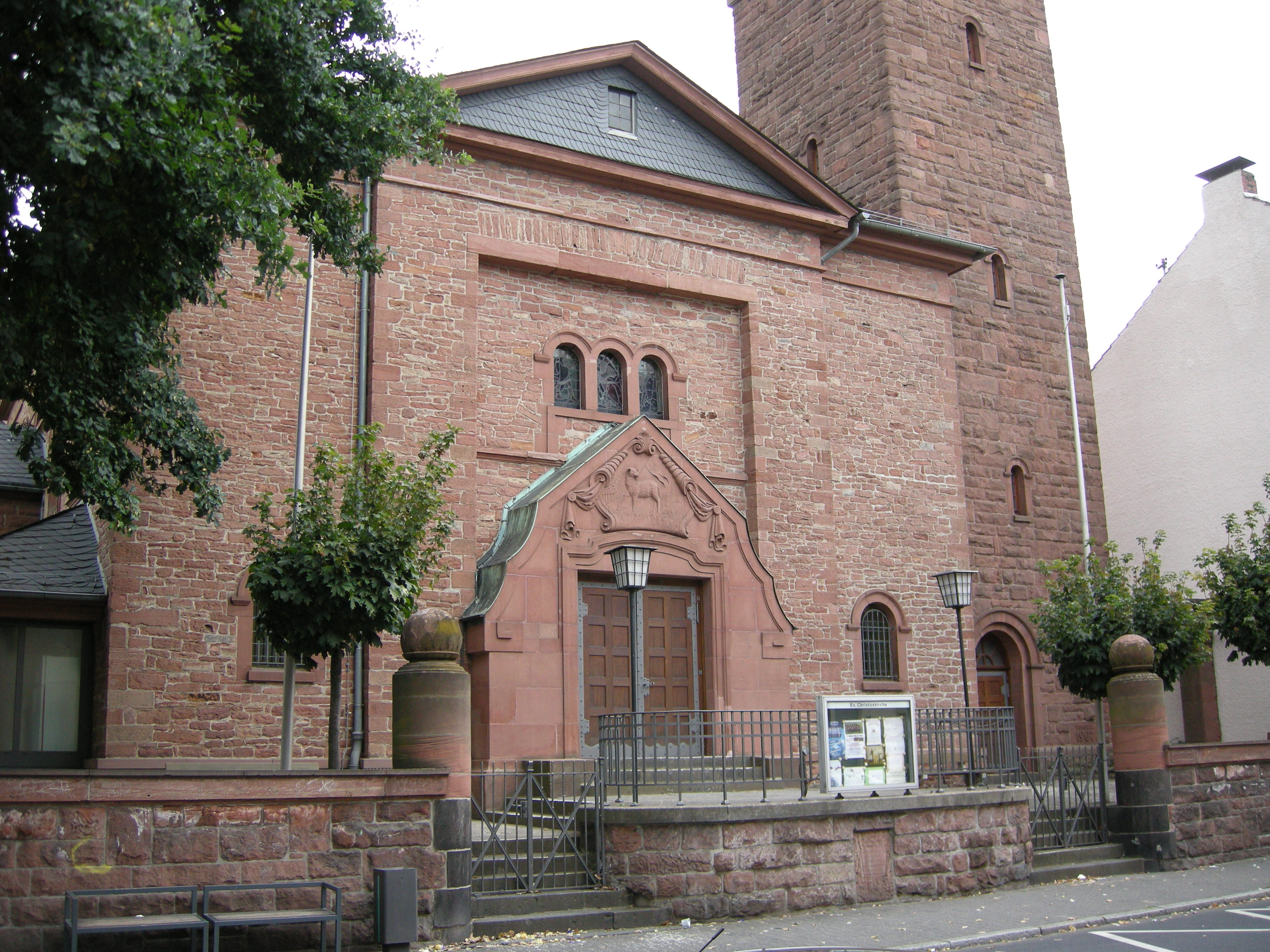
Christuskirche

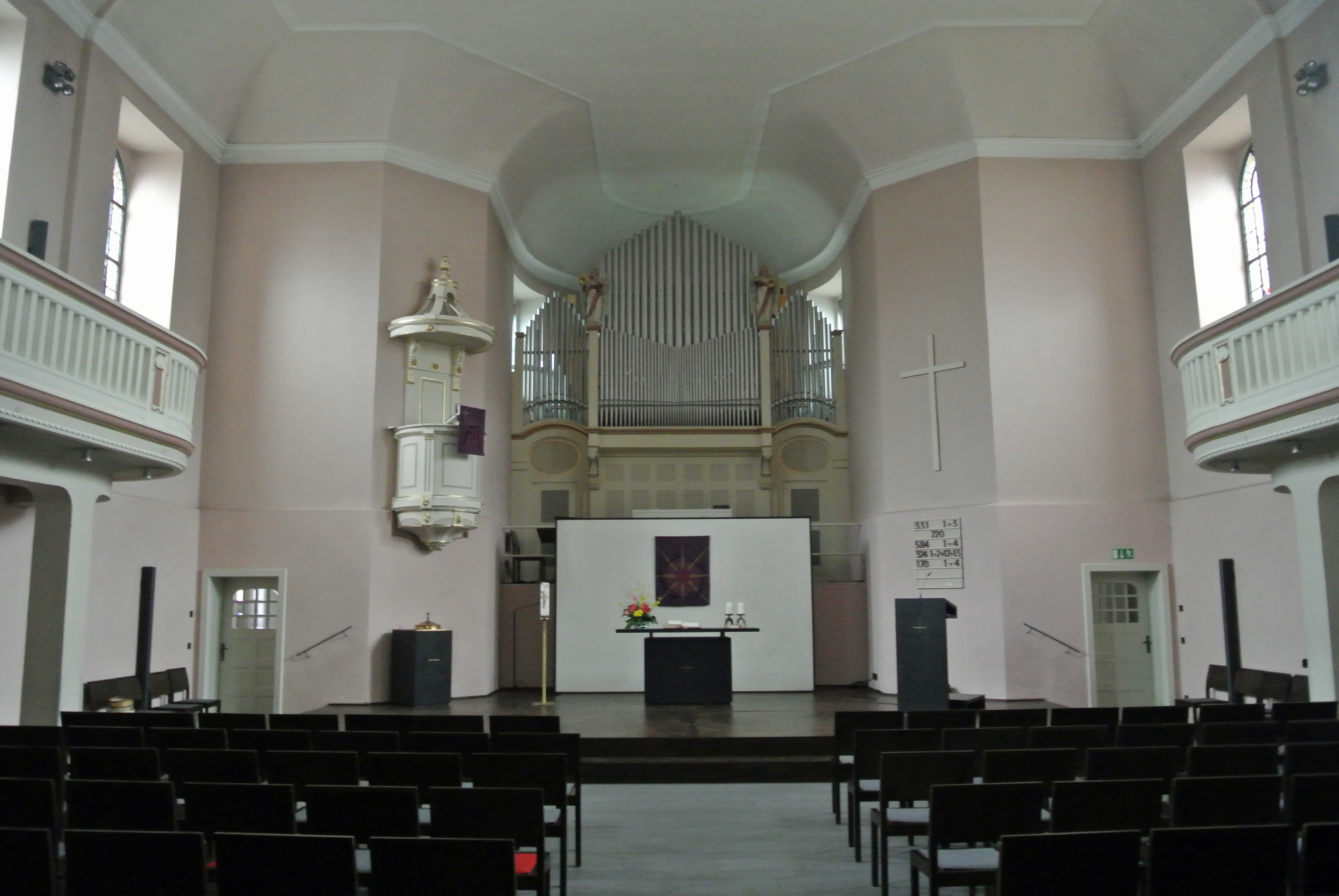
Christuskirche, Altarraum

## Geschichte
Eine Pfarrei wurde in Nied erstmals im Jahr 1160 und eine Kirche im Jahr 1218 urkundlich erwähnt. Der Landesherr Philipp von Hanau verfügte 1489 den Bau einer steinernen Kirche. Zu diesem Zeitpunkt ist das Patrozinium St. Martin dokumentiert. Seitdem gab es Querelen zwischen der Grafschaft Hanau und dem Erzbistum Mainz, die sich noch verschärften, als die Hanauer 1554 evangelisch wurden. In Nied gab es über viele Jahrhunderte katholische und evangelische Christen, für die es jedoch keine dauerhafte kirchliche Versorgung gab. Im Dreißigjährigen Krieg wurde Nied stark zerstört und die Kirche schwer beschädigt. Seit 1684 gehörte der Ort zum katholischen Kurmainz. 1803 kam Nied zum Herzogtum Nassau, und seitdem konnten wieder evangelische Gottesdienste gefeiert werden.
In den Jahren 1826 bis 1828 wurde im kirchlich liberalen Nassau die heutige Simultankirche anstelle der alten Kirchenruine gebaut, sodass über knapp ein Jahrhundert beide Konfessionen dasselbe Kirchengebäude nutzen konnten. Gegen Ende des 19. Jahrhunderts waren beide Gemeinden so sehr gewachsen, dass der Wunsch nach eigenen Kirchen entstand. Die evangelische Gemeinde zahlte im Jahr 1907 die katholische Gemeinde aus und behielt seither das Kirchengebäude. Die katholische Gemeinde baute die St.-Markus-Kirche. Seither heißt das evangelische Gotteshaus Christuskirche. Es wurde von dem Architekten Ludwig Hofmann im Jahr 1908 zu einer rein evangelischen Predigtkirche umgestaltet. Das Wiesbadener Programm war dabei Richtschnur. Renovierungen und Veränderungen wurden in den Jahren 1931, 1958, 1977 und 2009 vorgenommen.

## Architektur
Die Christuskirche befindet sich im historischen Ortskern in der Straße Alt-Nied. Der kubische Bau ist etwa 26 Meter lang und knapp 15 Meter breit. Die klassizistisch gestaltete Saalkirche schließt im Nordosten mit einer Apsis ab. Das Walmdach wurde ehemals von einem Dachreiter auf der südwestlichen Eingangsseite bekrönt. Dieser wurde durch den Turm ersetzt, der 1908 seitlich errichtet wurde. Die Kirche ist durch eine steinsichtige Fassade aus rotem Sandstein und dunkler Basaltlava geprägt. Die Westfront wird durch einen auf zwei Risaliten ruhenden Giebel und das Eingangsportal gegliedert. Die ursprüngliche Tür mit einem Rundbogen wurde von Ludwig Hoffmann durch ein Portal mit Gestaltelementen des Jugendstils ersetzt. Die Längswände haben jeweils drei hohe Rundbogenfenster. Der Turm aus der Umbauzeit ist der klassizistischen Kirche gestalterisch angepasst.
Während der Zeit als Simultankirche war der Innenraum für beide Konfessionen gestaltet. In der Apsis stand ein silberblauer Hochaltar aus der säkularisierten Franziskanerkirche in Hadamar, der von zwei Engeln flankiert war. Darüber war an der Decke ein Dreieck mit dem Auge Gottes als Symbol der Trinität angebracht. Hinter dem Altar stand ein großes Kruzifix. Eine halbhohe Barriere trennte den Chorraum vom Kirchenschiff, entsprechend dem katholischen Verständnis. Vor der Barriere stand seit 1846 ein evangelischer Altartisch. Einzelne Teile der Ausstattung wurden mit Tüchern verdeckt, je nachdem, welche Gemeinde Gottesdienst feierte.
Im Zuge des Umbaus von 1908 wurde der Innenraum grundlegend verändert. Aus der simultanen Kultuskirche wurde eine Ringkirche. In der tiefen Apsis wurde eine große Orgel aufgestellt. Davor wurde eine halbkreisförmige Sitzfläche für den Chor geschaffen. Die andere Hälfte des Gemeindekreises bildet die im Halbrund sitzende Gemeinde. Der Altar steht in der Mitte, die auch durch ein an die Decke gemaltes Kreuz markiert wurde. Die Kanzel wurde seitlich neben dem Chorgestühl angeordnet. Der schlichte Altartisch wurde 1928 um ein Kruzifix, Kerzen, Paramente und eine Bibel ergänzt. Das Deckenkreuz übermalte man im Rahmen einer Renovierung im Jahr 1931. Ein Marmoraltar, der um eine weitere Stufe erhöht wurde, ersetzt seit 1960 den einfachen Tisch. Bei Renovierungsarbeiten im Jahr 1977 entdeckte man Malereien von 1931 in Muschelsymbolik, die erneut aufgetragen wurden. Im Jahr 2009 wurde die Christuskirche zu einer Veranstaltungskirche für Konzerte und Theateraufführungen umgestaltet.
Die Orgel aus dem Jahr 1908 umfasst 28 Register und 2 Manuale. Das Instrument von Steinmeyer wurde 1955, 1971 von Euler und 2009 von Orgelbau Hardt verändert und ergänzt.
Im Jahr 1923 glichen drei Eisenhartgussglocken von Ulrich & Weule mit den Schlagtönen f1 as1 b1 die im Ersten Weltkrieg abgegebenen Bronzeglocken aus. Sie wurden 2005 durch vier Bronzeglocken mit den Schlagtönen e1 fis1 a1 h1, gegossen 1955 von den Gebr. Rincker, ersetzt, die von der Bornheimer Heilandskirche nach deren Abriss übernommen wurden.